# Ledothamnus guyanensis
Ledothamnus guyanensis là một loài thực vật có hoa trong họ Thạch nam. Loài này được Meisn. mô tả khoa học đầu tiên năm 1863.